# Treia
Treia é uma comuna italiana da região das Marcas, província de Macerata, com cerca de 9.449 habitantes. Estende-se por uma área de 93 km², tendo uma densidade populacional de 102 hab/km². Faz fronteira com Appignano, Cingoli, Macerata, Pollenza, San Severino Marche, Tolentino.
Pertence à rede das Aldeias mais bonitas de Itália.

## Demografia
| Variação demográfica do município entre 1861 e 2011                               |
|                                                                                   |
| Fonte: Istituto Nazionale di Statistica (ISTAT) - Elaboração gráfica da Wikipedia |